# Station High Brooms
High Brooms is een spoorwegstation van National Rail in Tunbridge Wells in Engeland. Het station is eigendom van Network Rail en wordt beheerd door Southeastern. Het station is geopend in 1893.